# Music Music Music
Music Music Music ist das fünfte Soloalbum des schottisch-US-amerikanischen Allround-Entertainers John Barrowman aus dem Jahr 2008. Dem Album voran ging die Single „What About Us?“.

## Hintergrund
Wie seine vorherigen und späteren Alben beinhaltet auch dieses vorrangig Cover bekannter Stücke aus Musicals und Popmusik der letzten vier Jahrzehnte. Erstmals präsentierte Barrowman auf diesem Album jedoch auch eine neue Single mit „What About Us?“, für ihn komponiert von Gary Barlow OBE und Chris Braide. Das Album wurde mit der Ausnahme dieser Single (Chris Braide) von Simon Franglen (Celine Dion, Whitney Houston, Barbra Streisand, The Ten Tenors) und Graham Stack (Kylie Minogue, Tina Turner, Rod Stewart) für Sony Music produziert und erreichte Platz 35 in den britischen Charts. Damit schaffte es Barrowman nach Another Side (Platz 22; 2007) bereits zum zweiten Mal in die Top40. Nachdem sich Komiker und BBC-Radiomoderator Chris Moyles in seiner allmorgendlichen Sendung im August 2009 intensiv für die Single „I Made It Through the Rain“ einsetzte und sie tagelang scherzhaft bewarb, landete sie als erstes Lied Barrowmans unerwartet auf Platz 14 der britischen Single-Charts.
Barrowman, der bereits seit den späten 1980er-Jahren durch unzählige Musicalrollen (Phantom der Oper, Anything Goes u. v. m.) einem treuen Theaterpublikum vor allem im Londoner West End bekannt ist, erlangte erst 2006 durch seine Rolle als Captain Jack Harkness in der britischen Kultserie Doctor Who internationale Aufmerksamkeit. Aufgrund der außerordentlichen Beliebtheit seiner Darstellung erhielt die Figur im Folgejahr mit Torchwood ein eigenes Spin-off, angefangen mit vier Staffeln der Fernsehserie und fortgeführt in einer Vielzahl von Comics, Romanen und Hörbüchern. Auch Jahre nach dem Einfrieren der Serienproduktion durch die BBC erfreut sich Captain Jack und das Torchwood-Team weltweit auf Messen wie der Comic-Con großer Beliebtheit. Die Rolle öffnete Barrowman außerdem Türen zu US-amerikanischen Superheldenserien wie Arrow und Flash, in denen er als Antagonist Malcolm Merlyn/Ra’s al Ghul noch einem weiteren treuen Nischenpublikum bekannt wurde. Erst nach und nach wurde diese Fangemeinde und Leserschaft auf seine Gesangs- und Theaterkarriere aufmerksam. Aufbauend auf dem wachsenden internationalen Publikum begann Barrowman neben einer Vielzahl anderer Tätigkeiten als Schauspieler und Autor, auch weltweit Solokonzerte zu geben und produzierte sein neuestes Soloalbum You Raise Me Up labelunabhängig durch reine Fanunterstützung. Ausgehend von Another Side und Music Music Music, die bereits von der Popularität des Captain Jack profitieren konnten, schafften es so alle weiteren Alben des Allround-Entertainers in die Top 20.

## Titelliste
Alle Titel wurden produziert von Simon Franglen und Graham Stack mit Ausnahme der ersten Single „What About Us?“, deren Produzent war Co-Writer Chris Braide.
| Nr. | Titel                             | Autor(en)                                                               | Anmerkungen                      | Länge |
| --- | --------------------------------- | ----------------------------------------------------------------------- | -------------------------------- | ----- |
| 1.  | What About Us?                    | Gary Barlow, Chris Braide                                               |                                  |       |
| 2.  | Can’t Take My Eyes Off You        |                                                                         |                                  |       |
| 3.  | You’ll Think Of Me                |                                                                         |                                  |       |
| 4.  | I Made It Through the Rain        | Gerard Kenny, Drey Shepperd, Barry Manilow, Bruce Sussman, Jack Feldman |                                  |       |
| 5.  | You Don’t Have To Say You Love Me |                                                                         |                                  |       |
| 6.  | Right Here Waiting                | Richard Marx                                                            |                                  |       |
| 7.  | Uptown Girl                       | Billy Joel                                                              |                                  |       |
| 8.  | Both Sides, Now                   | Joni Mitchell                                                           |                                  |       |
| 9.  | Angel                             | Sarah McLachlan                                                         |                                  |       |
| 10. | I Know Him So Well                | Benny Andersson, Björn Ulvaeus                                          | aus Chess; Duett mit Daniel Boys |       |
| 11. | I Am What I Am                    | Jerry Herman                                                            | aus La Cage                      |       |
| 12. | From A Distance                   |                                                                         |                                  |       |
| 13. | I Know Him So Well                | Benny Andersson, Björn Ulvaeus                                          | aus Chess; Solo-Version          |       |

## Instrumentalisten
1. Martin Elliot – bass guitar[2]
2. Mark Pusey – drums[2]
3. Matthew Brind – piano[2]
4. David Keary – guitar[2]